# 恋する記憶/ねがい
「恋する記憶/ねがい」（こいするきおく/ねがい）は、榊原ゆいの12作目のシングル。及び茶太のシングル。2008年2月29日にジェネオンエンタテインメントよりリリースされた。

## 概要
表題曲は、OVA『よつのは』オープニングテーマになっており、カップリングには茶太による同アニメエンディングテーマ「ねがい」が収録されている。初回封入特典には、DVD第2巻と同曲に加え、よつのはイメージボーカル曲を応募するめの特典券が同梱されており、ディスクジャケットジャケットには猫宮のののイラストが描かれている。

## 収録曲
1. 恋する記憶
  - 歌：榊原ゆい
  - 作詞：うらん / 作曲・編曲：大久保薫
2. ねがい
  - 歌・作詞：茶太
  - 作曲：向井成一郎 / 編曲：島田充
3. 恋する記憶（off vocal）
4. ねがい（off vocal）